# La rivoluzione (album Enrico Ruggeri)
La rivoluzione è un album del cantautore italiano Enrico Ruggeri, pubblicato il 18 marzo 2022, a tre anni di distanza dall'ultimo lavoro in studio Alma.
Raggiunse come picco la posizione numero 9 tra i vinili più venduti nella classifica Fimi.

## Il disco
Intervistato a MareMosso, Ruggeri si è così espresso sull'album: 
"La rivoluzione è tante cose, niente di barricadero. É la storia della differenza che c'è tra i nostri sogni dell'adolescenza e la vita vera con un occhio di riguardo nei confronti della mia generazione che è una generazione particolarissima, molto letteraria. É la generazione che ha visto le bombe di piazza Fontana quando eravamo bambini, la lotta armata, l'arrivo dell'eroina, l'aids e i cambi epocali, partiti dal gettone siamo arrivati a Whatsapp. Quindi e c'è molto da raccontare sulla mia generazione."

## Tracce
1. Magna Charta - 1:53 (Enrico Ruggeri, Marco Montanari, Massimo Bigi)
2. La rivoluzione - 3:34 (Enrico Ruggeri, Massimo Bigi)
3. La fine del mondo - 3:47 (Enrico Ruggeri)
4. Non sparate sul cantante - 3:54 (Enrico Ruggeri, Massimo Bigi)
5. Parte di me - 4:14 (Enrico Ruggeri, Massimo Bigi)
6. Che ne sarà di noi (feat. Francesco Bianconi) - 4:18  (Enrico Ruggeri)
7. Alessandro - 4:01  (Enrico Ruggeri)
8. Gladiatore - 3:51 (Enrico Ruggeri, Andrea Mirò)
9. Vittime e colpevoli - 4:22  (Enrico Ruggeri)
10. Glam Bang (feat. Silvio Capeccia) - 3:52 (Enrico Ruggeri, Massimo Bigi)
11. La mia libertà - 4:08  (Enrico Ruggeri)

## Formazione
- Enrico Ruggeri - voce, percussioni, basso (traccia 7)
- Paolo Zanetti - chitarra
- Fortu Sacka - basso, chitarra (tracce 2-4, 9)
- Alessandro Polifrone - batteria (eccetto traccia 2)
- Davide Brambilla - tromba (traccia 4)
- Francesco Luppi - tastiera (tracce 3, 5-9, 11)
- Silvio Capeccia - Hammond (traccia 4), sintetizzatore (traccia 4), voce (traccia 10)
- Andrea Mirò - violino (tracce 5, 7), cori (tracce 6, 8)
- Pino di Pietro - pianoforte (traccia 2), organo Hammond (traccia 2), archi (traccia 2), tastiere (traccia 5)
- Mauro Tondini - tastiera (tracce 2, 8), sintetizzatore (traccia 3), mellotron (traccia 10)
- Claudio del Signore - batteria (traccia 2)
- Stefano Marinoni - sax (traccia 6)
- Sergio Bianchi - sintetizzatore (traccia 10)
- Marco Montanari - campionamenti (traccia 1), sintetizzatore (traccia 10)
- Francesco Bianconi - voce (traccia 6)